# Municipio de Santa Catarina Mita
Municipio de Santa Catarina Mita är en kommun i Guatemala.   Den ligger i departementet Departamento de Jutiapa, i den södra delen av landet, 80 km öster om huvudstaden Guatemala City.